# Johnny Skalin
Hans Johnny Arvidsson (tidigare Skalin), född 1 april 1978 i Njurunda församling i Västernorrlands län, är en svensk politiker (sverigedemokrat), som var ordinarie riksdagsledamot 2010-2022, senast invald för Västernorrlands läns valkrets. Han var Sverigedemokraternas ekonomisk-politiske talesperson vid riksdagsinträdet 2010 och fram till 2012.

## Politisk karriär
Skalin var riksdagsledamot 2010-2022, invald för Västra Götalands läns västra valkrets 2010–2014, för Hallands läns valkrets 2014–2018 och för Västernorrlands läns valkrets 2018–2022.
I riksdagen var han ledamot i finansutskottet 2010–2012 (därefter suppleant i utskottet), EU-nämnden 2012–2021 och skatteutskottet 2019–2021 (även suppleant i utskottet i flera perioder). Han var suppleant i bland annat arbetsmarknadsutskottet, civilutskottet, konstitutionsutskottet, utrikesnämnden och utrikesutskottet.
I Sverigedemokraternas första sakpolitiska anförande i riksdagen föreslog han en minskning av asyl- och flyktinginvandringen med 90 procent, ett förslag som han menade skulle få ned arbetslösheten markant.
Skalin var Sverigedemokraternas ekonomisk-politiske talesperson när partiet kom in i riksdagen 2010, men ersattes av Erik Almqvist i januari 2012, efter att ha kritiserats för att vara en svag debattör.
Skalin var kandidat vid Europaparlamentsvalet i Sverige 2014, på tredje plats på Sverigedemokraternas lista.

## Privatliv
Skalin gifte sig 2011 med en kvinna från Moskva som därmed beviljades uppehållstillstånd i Sverige och paret fick senare samma år barn tillsammans. Skalin menar att det är skillnad på den anhöriginvandring han hjälpt till med och den Sverigedemokraterna vill begränsa.
År 2019 uppmärksammades Skalin för ett då aktuellt förhållande med socialdemokratiska lokalpolitikern Nina Burchardt från Hudiksvall. Burchardt uppmanades lämna sina uppdrag på grund av förhållandet.
År 2012 avslöjade Sundsvalls Tidning att Skalin 2007 när han uppbar aktivitetsersättning inte orkade jobba i korvkiosk, samtidigt som han hade politiska förtroendeuppdrag i Sundsvalls kommun.